# Durham Arts Council (Gebäude)
Das Gebäude des Durham Arts Councils wurde 1906 in der Innenstadt von Durham (North Carolina) errichtet. Zunächst diente es als Central High School und City Hall. In den 1980er Jahren wurde es saniert. Heute ist es ein vielseitiges Kulturzentrum, in dem sich das PSI Theatre, vier Galerien sowie verschiedene Ateliers, Studios und Probenräume befinden. Das Gebäude befindet sich in Besitz der Stadt und ist im National Register of Historic Places eingetragen.